# Matobo-Berge

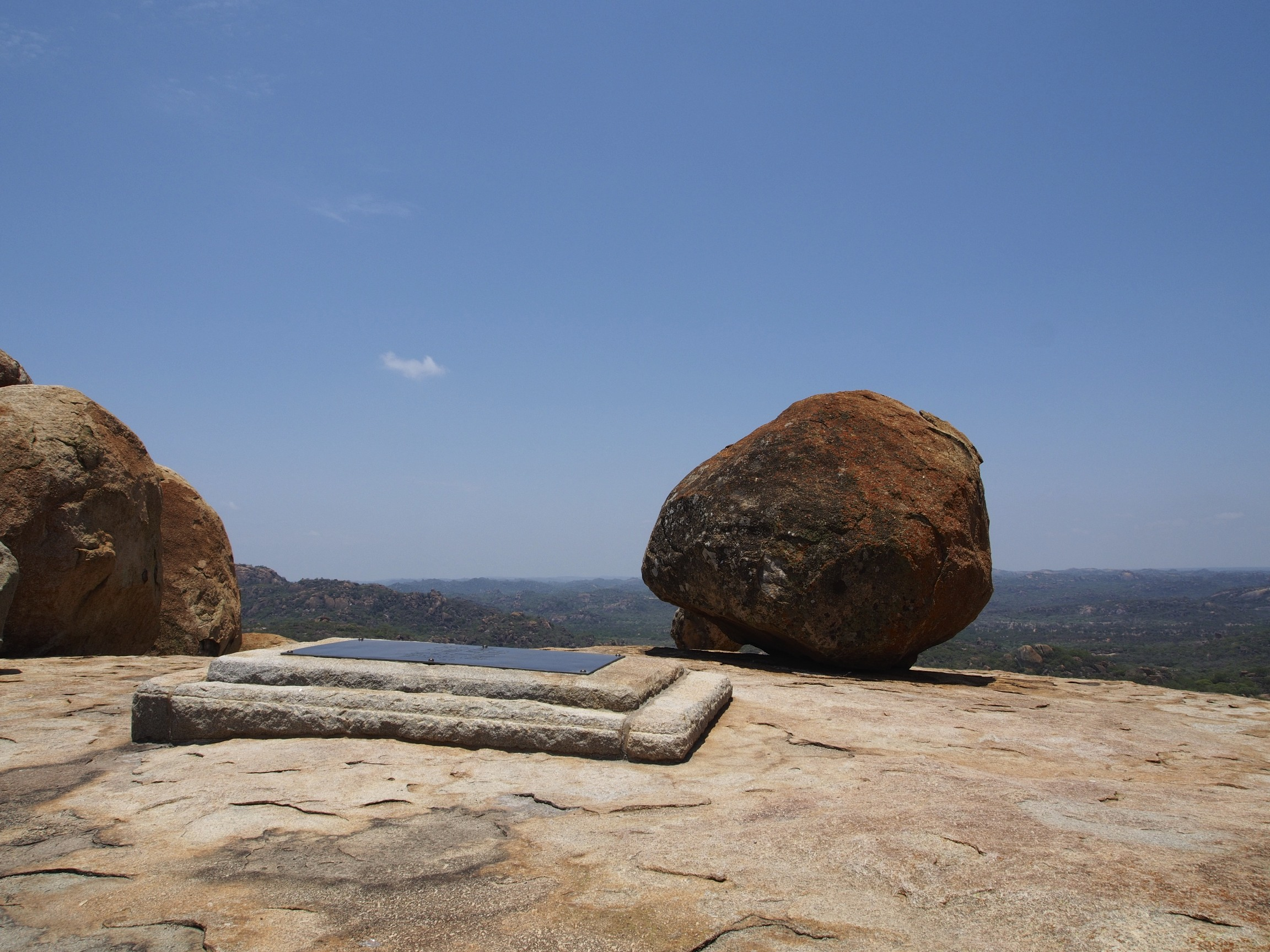
Grab von Cecil Rhodes am „World’s View“ (Malindidzimu)

Die Matobo-Berge (auch Matobo-Hills oder Matopos) sind eine ausgedehnte Hügellandschaft und ein Gebirgszug im Süden von Simbabwe, etwa 35 km südlich der Stadt Bulawayo. Die Matobo-Berge sind bekannt für ihre markanten Granitformationen, die über Millionen Jahre durch Erosion entstanden sind und der Landschaft ihr charakteristisches Aussehen aus „balancierenden Felsen“ (Kopjes, Dwalas) verleihen. Der Name „Matobo“ stammt aus dem isiNdebele und bedeutet „kahle Köpfe“, eine Anspielung auf die rundlichen Felskuppen.
Die Hügellandschaft erstreckt sich über eine Fläche von etwa 3.100 km², wovon 424 km² als Matobo-Nationalpark unter Naturschutz stehen. Der Park liegt in einer savannenartigen Umgebung und schließt Täler mit dichtem Buschwerk sowie offene Granitfelsen ein. Der höchste Punkt ist die Gipfelerhebung Gulati mit 1.549 m.

## Geschichte und Archäologie
Menschen besiedelten die Matobo-Hügel bereits vor mehreren Hunderttausend Jahren. Funde aus der Altsteinzeit (Early Stone Age) belegen eine kontinuierliche Nutzung seit mindestens 500.000 Jahren. In der Region befinden sich über 3.000 bekannte Stätten mit Felsmalereien, vor allem aus der Zeit der San, von denen einige über 13.000 Jahre alt sind. Die Malereien zeigen Tiere, Menschen und spirituelle Szenen und gelten als eine der bedeutendsten Sammlungen prähistorischer Kunst im südlichen Afrika.

## Religiöse und kulturelle Bedeutung
Die Matobo-Berge sind ein spirituelles Zentrum für mehrere Volksgruppen. Die Felsen gelten als Sitz von Gottheiten und Ahnen, insbesondere für die Shona mit ihrem Glauben an den Gott Mwari, und für die Ndebele über das Orakel Mlimo. Wichtige Kultstätten wie der Schrein von Njelele oder Dula werden bis heute für Zeremonien aufgesucht, insbesondere für Regen- und Fruchtbarkeitsrituale.

## Flora und Fauna
Das Gebiet ist ein Hotspot für Biodiversität: Über 200 Baumarten (wie Bergakazie, Wildbirne und Papierakazie), viele Sukkulenten und Wildkräuter, mehr als 100 Grasarten sowie zahlreiche endemische und seltene Pflanzen kommen vor. Der Nationalpark bietet Lebensraum für eine große Vielfalt an Tieren: Hier leben unter anderem Schwarz- und Weißnashörner, Leoparden (weltweit höchste Populationsdichte), Hyänen, Giraffen, Zebras, Kudus, Elenantilopen, sowie zahlreiche Vogelarten – darunter die weltweit größte Dichte an Klippenadlern.

## Grabstätten
In den Matobo-Bergen befinden sich bedeutende Gräber und Gedenkstätten. Der Gründer des Matabele-Königreichs, Mzilikazi, wurde hier bestattet. Auch mehrere Kolonialpersönlichkeiten, wie Cecil Rhodes, der 1893 an der Eroberung des Matabele-Königreichs beteiligt war, fanden auf ihren Wunsch am Aussichtspunkt „World’s View“ (Malindidzimu) ihre letzte Ruhestätte. Die Wahl dieses Ortes war und ist umstritten, da das Gebiet den einheimischen Völkern als heilig gilt.

## UNESCO-Welterbe
Die Matobo-Berge wurden 2003 als UNESCO-Weltkulturerbe eingestuft, insbesondere wegen ihrer außergewöhnlichen Stätten der Felskunst, der fortwährenden religiösen Traditionen und der beispielhaften Verbindung zwischen Mensch und Landschaft (Kriterien iii, v, vi).